# Aeroportul Chumphon
Aeroportul Chumphon (IATA: CJM, ICAO: VTSE) este un aeroport din Chum Kho⁠(d), Districtul Pathio, Provincia Chumphon, Thailanda ce deservește zona Provincia Chumphon. Aeroportul a fost tranzitat în 2020 de 101.087 de pasageri.
Situat la o altitudine de 5 m, aeroportul dispune de o singură pistă.